# Easton, Kansas
Easton är en ort i Leavenworth County i Kansas. Vid 2010 års folkräkning hade Easton 253 invånare.